# Хапровское городище
Хапровское городище, также Поселение эпохи бронзы Хапровское — объект культурного наследия федерального значения, который располагается в Мясниковском районе Ростовской области, 461 метр к юго-юго-востоку от хутора Калинин. Поселение было основано в период
бронзового века.

## История
Расцвет Хапровского городища датируется 1 тысячелетием до нашей эры, как и целого ряда других городищ: Гниловского, Кобякова и Сафьянова. Их активное развитие остановилось в VIII веке до н. э., согласно другим источникам — в это время они были уничтожены.
Археолог Евгений Иванович Беспалый проводил исследования верхнего слоя Хапровского городища в 1971 году. Им были обнаружены некоторые объекты, среди них был фрагмент верхней части терракотовой фигурки. Ее высота составила 5,7 сантиметров, при этом 1,3 сантиметра — толщина черепка. Для изготовления фигурки использовалась глина оранжево-коричневого цвета. В ней было обнаружено небольшое количество слюды и примесь мелких белых включений. Если смотреть в изломе, то глина состоит их трех слоев с прослойкой черно-серого цвета. Ангоб покрывает лицевую сторону. Этот объект — единственный пример коропластики, который был обнаружен на территории Хапровского городища и других поселений Танаиса. До XXI века  сохранилась лицевая часть головы фигурки. На ней хорошо выделен нос, а глаза не отмечены. На голове располагались длинные рога и уши несимметричной формы. Есть предположения, что фигурка могла быть статуэткой-марионеткой, у которой могли двигаться нижние конечности. Такие фигурки изготавливались следующим образом: мастером совершалась отминка в форме лицевой и тыльной стороны головы и туловища, затем происходило соединение двух оттисков и заглаживание швов. Нижние конечности изготавливались вручную.
По примененному методу изготовления и другим характеристикам, эта фигурка была близка к антропоморфной фигурке из Пантикапея II—III века. Некоторые исследователи полагают, что такое изделие могло применяться во время совершения мистических действий или использоваться как кукла-марионетка, для проведения ритуалов. Находка на территории Хапровского городища относится к II—III веку нашей эры, тогда как верхний слой этого городища датирован первой половиной II—III века нашей эры.
Согласно приказу Министерства культуры Российской Федерации № 1561-р от 17 сентября 2015 года, поселение зарегистрировано как объект культурного наследия федерального значения в едином государственном реестре объектов культурного наследия народов Российской Федерации.